# Christopher Walken

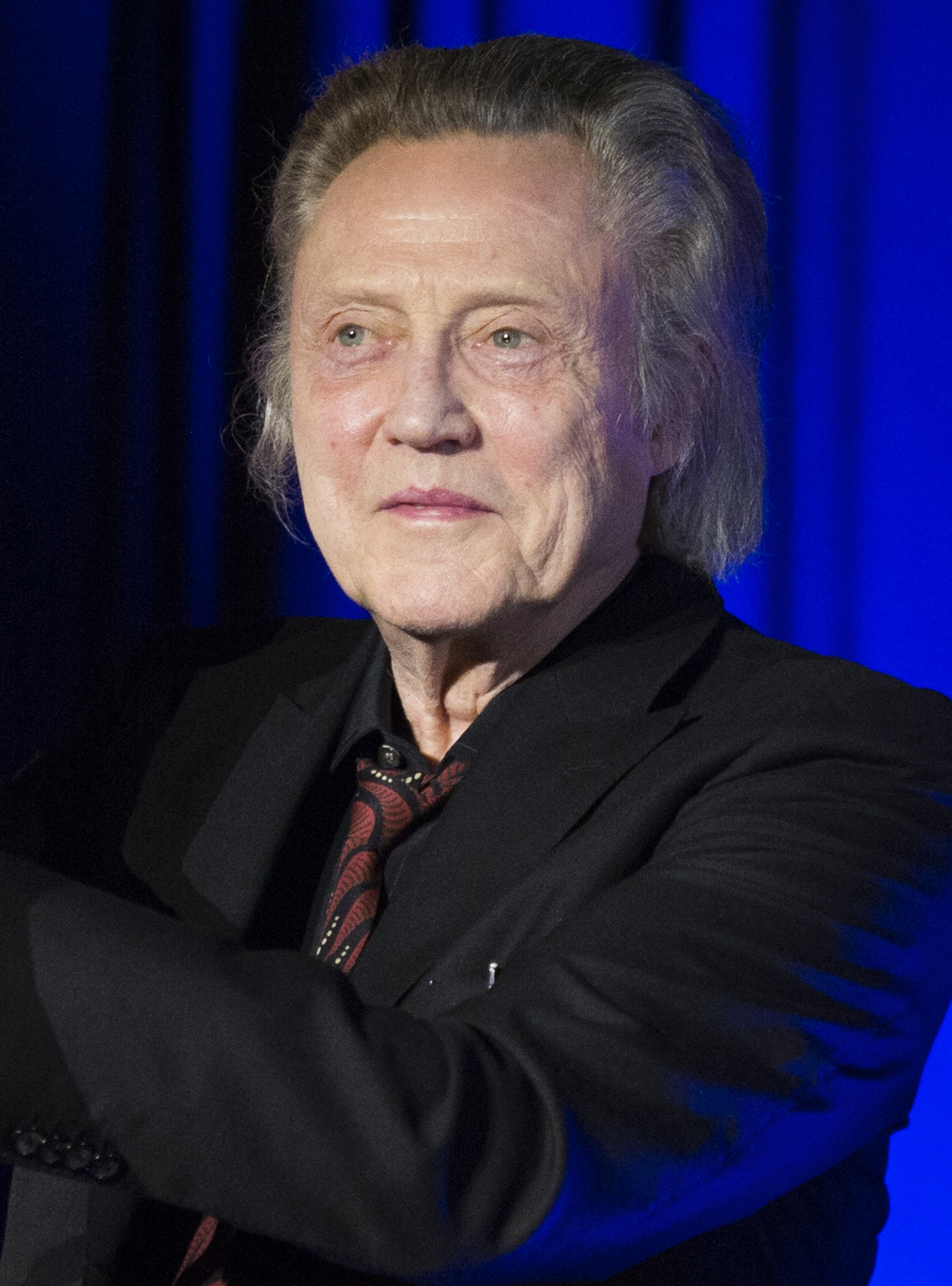
Christopher Walken (2018)

Christopher Walken (eigentlich Ronald Walken; * 31. März 1943 in Astoria, New York City) ist ein US-amerikanischer Schauspieler. Walken spielt sowohl in Mainstream- als auch in Independent-Filmen. Viele seiner Rollen verkörpern finstere und verstörende Figuren; oft wurde er als Bösewicht eingesetzt. Für die Darstellung eines durch den Krieg in Vietnam traumatisierten Soldaten in Michael Ciminos Film Die durch die Hölle gehen wurde Walken bei der Oscarverleihung 1979 als Bester Nebendarsteller ausgezeichnet.

## Biografie

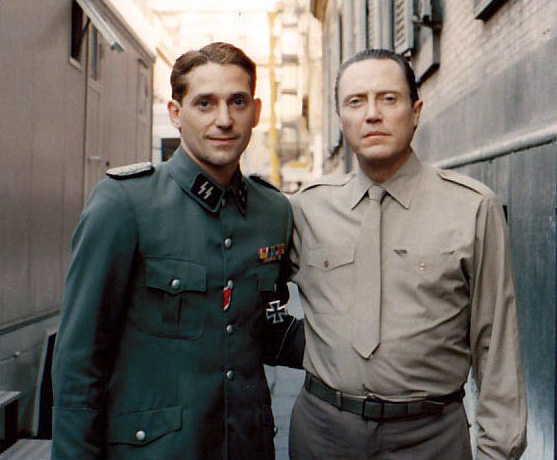
Walken (rechts) auf dem Set des Films Celluloide, 1996

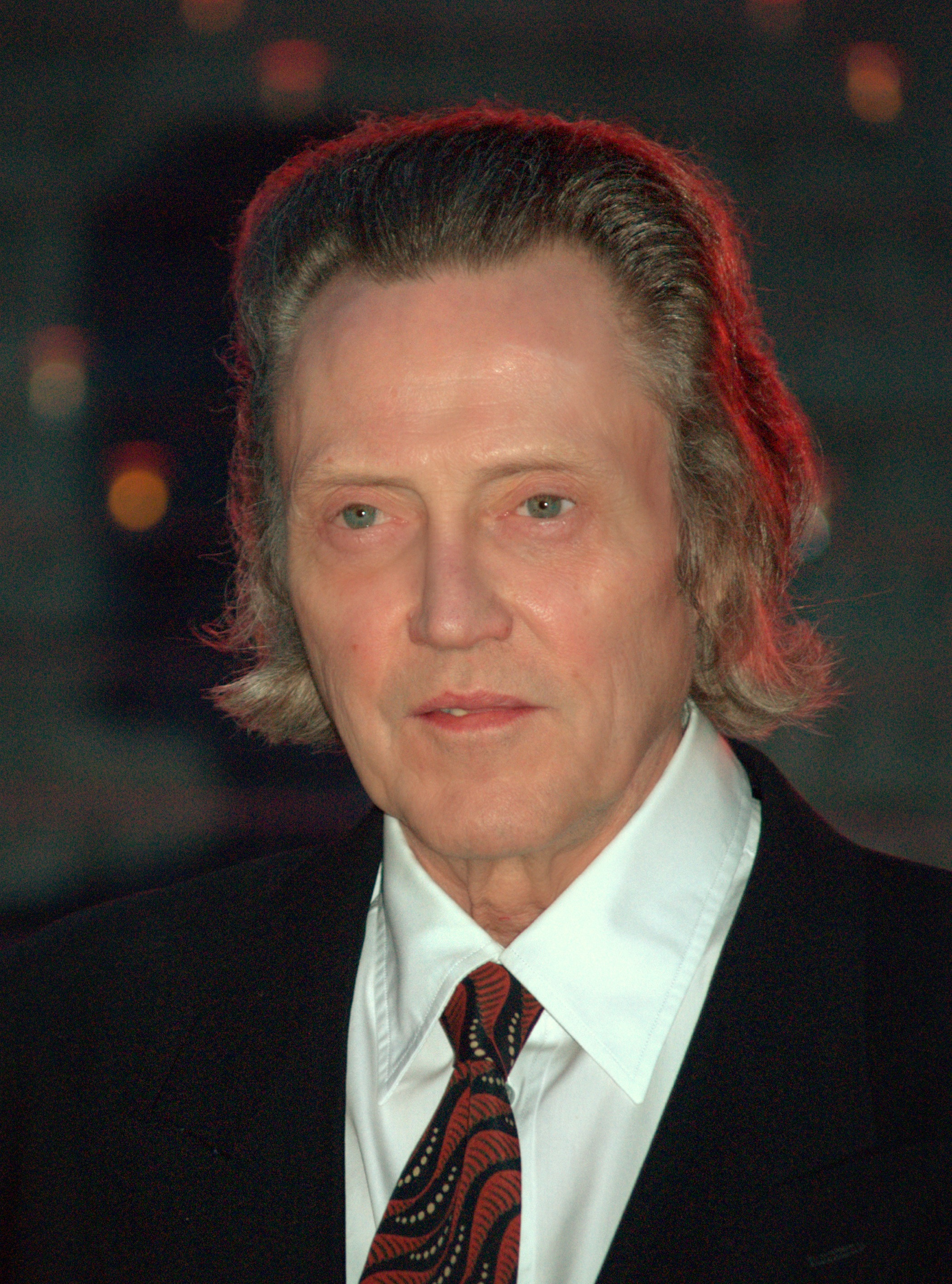
Walken beim Tribeca Film Festival 2009

Christopher Walken ist der Sohn von Paul Wälken (1903–2001), einem Angehörigen der deutschen Bäckerdynastie Wälken aus Gelsenkirchen-Horst, der in den 1920er-Jahren in die Vereinigten Staaten emigrierte und Präsident der US-amerikanischen Bäckereiinnung wurde, und Rosalie Russell (1907–2010), einer theaterbegeisterten Schottin. Er hat zwei Brüder, Kenneth und Glenn, die auch als Darsteller in Film-, Fernseh- und Theaterproduktionen mitwirkten. Walken versteht auch Deutsch und hat ein gutes Verhältnis zu seinen in Deutschland lebenden Verwandten.
Schon als Dreijähriger posierte Walken für Werbefotos, mit sieben Jahren wirkte er bereits in Fernsehshows mit. Im Alter von zehn Jahren hatte er einen Tanzkurzauftritt mit seinem Bruder in The Colgate Comedy Hour an der Seite von Jerry Lewis und Dean Martin, was ihn zu seiner Schauspielkarriere inspirierte. Nach Walkens eigenen Angaben sprachen ihn Lewis und Martin hinter der Bühne an und prophezeiten ihm eine große Zukunft im Showgeschäft. Was als Spaß gemeint war, hatte eine große Wirkung auf ihn. Fortan bewarb er sich für jede Aufführung an seiner Schule, der Professionals Children’s School in Manhattan, und sammelte, unter dem Namen Ronnie Walken auftretend, weitere Erfahrungen im Fernsehgeschäft, unter anderem 1953 in der Fernsehserie The Wonderful John Acton und von 1954 bis 1956 in Springfield Story.
1958 debütierte Walken am Broadway in Elia Kazans Tony-prämierten Stück J.B. Es folgten weitere Engagements in Musicals und musikalischen Komödien. Nach der Erlangung seines Schulabschlusses begann er 1961 ein Studium der Englischen Literatur an der Hofstra University in Long Island, welches er aber nicht abschloss, um 1963 an der Seite der damals noch wenig bekannten Liza Minnelli in dem Off-Broadway-Stück Best Foot Forward zu spielen. Bei einer Aufführung von West Side Story lernte er 1963 Georgianne Thon kennen, die er 1969 heiratete und mit der er in Wilton, Connecticut, lebt.
1981 arbeitete Christopher Walken zusammen mit Natalie Wood an dem 1983 erschienenen Film Projekt Brainstorm. Bei einem Segelausflug mit ihrem Ehemann Robert Wagner und ihrem Filmpartner Walken kam Natalie Wood im Alter von 43 Jahren aus bisher ungeklärten Gründen zu Tode.
Im Film James Bond 007 – Im Angesicht des Todes verkörperte Walken 1985 Bonds Gegenspieler Zorin. Er hat zahlreiche Gastauftritte sowohl im Film als auch im Fernsehen, unter anderem in Kojak – Einsatz in Manhattan. Außerdem verkörperte er eine wiederkehrende Gastrolle in der US-amerikanischen Fernsehshow Saturday Night Live, in der er in einem Sketch namens The Continental mitwirkt.
Im Jahr 1998 lieh Walken in einem der ersten computeranimierten Spielfilme, Antz, der Figur des Colonel Cutter die Stimme. In den 1980er-Jahren war Heiner Lauterbach seine feste deutsche Synchronstimme; später übernahm diese Aufgabe mehrmals der Schauspieler und Synchronsprecher Randolf Kronberg. Seit 2000 wird er abwechselnd von Bodo Wolf und Frank Glaubrecht synchronisiert.
Er war 2001 auch als Autor und Regisseur tätig mit dem Kurzfilm Popcorn Shrimp.

## Privat
Walken ist seit 1969 mit Georgianne Leigh Walken (* 8. Februar 1944) verheiratet.

## Wirken

### Filmografie
- 1966: Barefoot in Athens
- 1969: The Three Musketeers
- 1970: Der Anderson-Clan (The Anderson Tapes)
- 1972: Ein Draht im Kopf (The Happiness Cage)
- 1976: Ein Haar in der Suppe (Next Stop Greenwich Village)
- 1977: Kojak – Das Opfer
- 1977: Der Stadtneurotiker (Annie Hall)
- 1977: Hexensabbat
- 1978: Die durch die Hölle gehen (The Deer Hunter)
- 1979: Tödliche Umarmung (Last Embrace)
- 1980: Heaven’s Gate
- 1981: Die Hunde des Krieges (The Dogs of War)
- 1981: Tanz in den Wolken (Pennies from Heaven)
- 1983: Dead Zone
- 1983: Projekt Brainstorm
- 1984: Auf Messers Schneide (Sling Blade)
- 1985: James Bond 007 – Im Angesicht des Todes (A View to a Kill)
- 1986: Auf kurze Distanz (At Close Range)
- 1987: War Zone – Todeszone
- 1988: Der gestiefelte Kater (Puss’n Boots)
- 1988: Milagro – Der Krieg im Bohnenfeld (The Milagro Beanfield War)
- 1988: Biloxi Blues
- 1988: Homeboy
- 1989: Die Besucher (Communion)
- 1990: Der Trost von Fremden (The Comfort of Strangers)
- 1990: King of New York – König zwischen Tag und Nacht (King of New York)
- 1991: McBain
- 1992: Batmans Rückkehr (Batman Returns)
- 1992: Shadow of Murder
- 1992: Judgement Day (Le Grand pardon 2)
- 1993: True Romance
- 1993: Wayne’s World 2
- 1994: Liebe und andere Geschäfte (A Business Affair)
- 1994: Pulp Fiction
- 1995: Das Leben nach dem Tod in Denver (Things to Do in Denver When You’re Dead)
- 1995: God’s Army – Die letzte Schlacht (The Prophecy)
- 1995: The Addiction
- 1995: Search And Destroy
- 1995: Gegen die Zeit (Nick of Time)
- 1995: Wild Side
- 1996: Das Begräbnis (The Funeral)
- 1996: Last Man Standing
- 1996: Celluloide
- 1997: Suicide Kings
- 1997: Ärger im Gepäck (Excess Baggage)
- 1997: Touch
- 1997: Mäusejagd (Mousehunt)
- 1998: Antz (Stimme)
- 1998: God’s Army II – Die Prophezeiung (The Prophecy II)
- 1998: New Rose Hotel
- 1998: Trance
- 1998: Illuminata
- 1999: Vendetta – Das Gesetz der Gewalt (Vendetta)
- 1999: Sleepy Hollow
- 1999: Eve und der letzte Gentleman (Blast from the Past)
- 2000: God’s Army III – Die Entscheidung (The Prophecy III: The Ascent)
- 2000: Sein letzter Coup (The Opportunists)
- 2001: America’s Sweethearts
- 2001: Das Halsband der Königin (The Affair of the Necklace)
- 2001: Joe Dreck (Joe Dirt)
- 2002: Catch Me If You Can
- 2002: Grabgeflüster – Liebe versetzt Särge (Plots with a View)
- 2002: Julius Caesar
- 2002: Poolhall Junkies
- 2002: The Country Bears
- 2003: Kangaroo Jack
- 2003: Welcome to the Jungle (The Rundown)
- 2003: Liebe mit Risiko – Gigli (Gigli)
- 2004: Mann unter Feuer (Man on Fire)
- 2004: Neid (Envy)
- 2004: Die Frauen von Stepford (The Stepford Wives)
- 2004: Spurensuche – Umwege zur Wahrheit (Around the Bend)
- 2005: Romance & Cigarettes
- 2005: Die Hochzeits-Crasher (The Wedding Crashers)
- 2005: Domino
- 2006: Klick (Click)
- 2006: Man of the Year
- 2007: Hairspray
- 2007: Balls of Fury
- 2008: Five Dollars a Day ($5 a Day)
- 2009: Bruchreif (The Maiden Heist)
- 2011: Bulletproof Gangster (Kill the Irishman)
- 2011: Dark Horse
- 2012: 7 Psychos (Seven Psychopaths)
- 2012: Stand Up Guys
- 2013: 20 Minutes – The Power of Few (The Power of Few)
- 2013: Saiten des Lebens (A Late Quartet)
- 2014: Die Verschwörung – Tödliche Geschäfte (Turks & Caicos)
- 2014: Jersey Boys
- 2014: Peter Pan Live! (Fernsehfilm)
- 2015: Die gesammelten Peinlichkeiten unserer Eltern in der Reihenfolge ihrer Erstaufführung (The Family Fang)
- 2016: Eddie the Eagle – Alles ist möglich (Eddie the Eagle)
- 2016: The Jungle Book (Stimme von King Louie)
- 2016: Voll verkatert (Nine Lives)
- 2017: Wer ist Daddy? (Father Figures)
- 2018: Unersetzlich (Irreplaceable You)
- 2020: Immer Ärger mit Grandpa (The War with Grandpa)
- 2020: Percy
- 2020: Der Duft von wildem Thymian (Wild Mountain Thyme)
- seit 2021: The Outlaws (Fernsehserie)
- seit 2022: Severance (Fernsehserie)
- 2024: Dune: Part Two

### Theater (Broadway)
- 1958–1959: J.B. (Regie: Elia Kazan)
- 1964–1965: High Spirits (Regie: Noël Coward)
- 1965: Baker Street (Regie: Harold Prince)
- 1966: Der Löwe im Winter (Regie: Noel Willman)
- 1967: Die tätowierte Rose (Regie: Milton Katselas)
- 1967: The Unknown Soldier and His Wife (Regie: John Dexter)
- 1972: Enemies (Regie: Ellis Rabb)
- 1973: The Plough and the Stars (Regie: Daniel Sullivan)
- 1973: Der Kaufmann von Venedig (Regie: Ellis Rabb)
- 1975–1976: Süßer Vogel Jugend (Regie: Edwin Sherin)
- 1984–1985: Hurlyburly (Regie: Mike Nichols)
- 2000: James Joyce’s The Dead (Regie: Richard Nelson)
- 2010: A Behanding in Spokane (Regie: John Crowley)

### Sonstiges
- 1993: Musikvideo zu Bad Girl von Madonna
- 1996: Computerspiel Ripper von Take 2 Interactive
- 1996: Computerspiel Privateer 2 von Electronic Arts
- 2001: Musikvideo zu Weapon of Choice von Fatboy Slim

## Auszeichnungen
Christopher Walken erhielt im Laufe seiner Karriere zahlreiche Auszeichnungen. Für den Film Die durch die Hölle gehen wurde er 1979 mit dem Oscar als Bester Nebendarsteller und dem New York Film Critics Circle Award ausgezeichnet und erhielt eine Nominierung für den Golden Globe Award und den Britischen Filmpreis. 1984 erhielt er eine Nominierung für den Saturn Award als Bester Darsteller im Film Dead Zone. Seine Rolle in Catch Me If You Can brachte ihm 2003 eine Oscarnominierung ein sowie einen British Academy Film Award. Für den Fernsehfilm Sarah, Plain and Tall erhielt er 1991 eine Nominierung für den Emmy.
Für seine Theaterarbeit in dem Stück Die tätowierte Rose wurde er 1967 mit dem Theatre World Award ausgezeichnet. Drei Jahre später erhielt er einen Drama Desk Award für seine herausragende Darstellung in dem Off-Broadway-Stück Lemon Sky. 1975 und 1981 wurde Walken mit dem Obie Award ausgezeichnet. Zudem erhielt er bisher zwei Nominierungen als Bester Hauptdarsteller für den Tony Award, 2000 für James Joyce’s The Dead und 2010 für A Behanding in Spokane.

## Zitate
„Er hat im kleinen Finger mehr Talent als die meisten Superstars zusammen.“ (Regisseur Abel Ferrara)

## Sonstiges

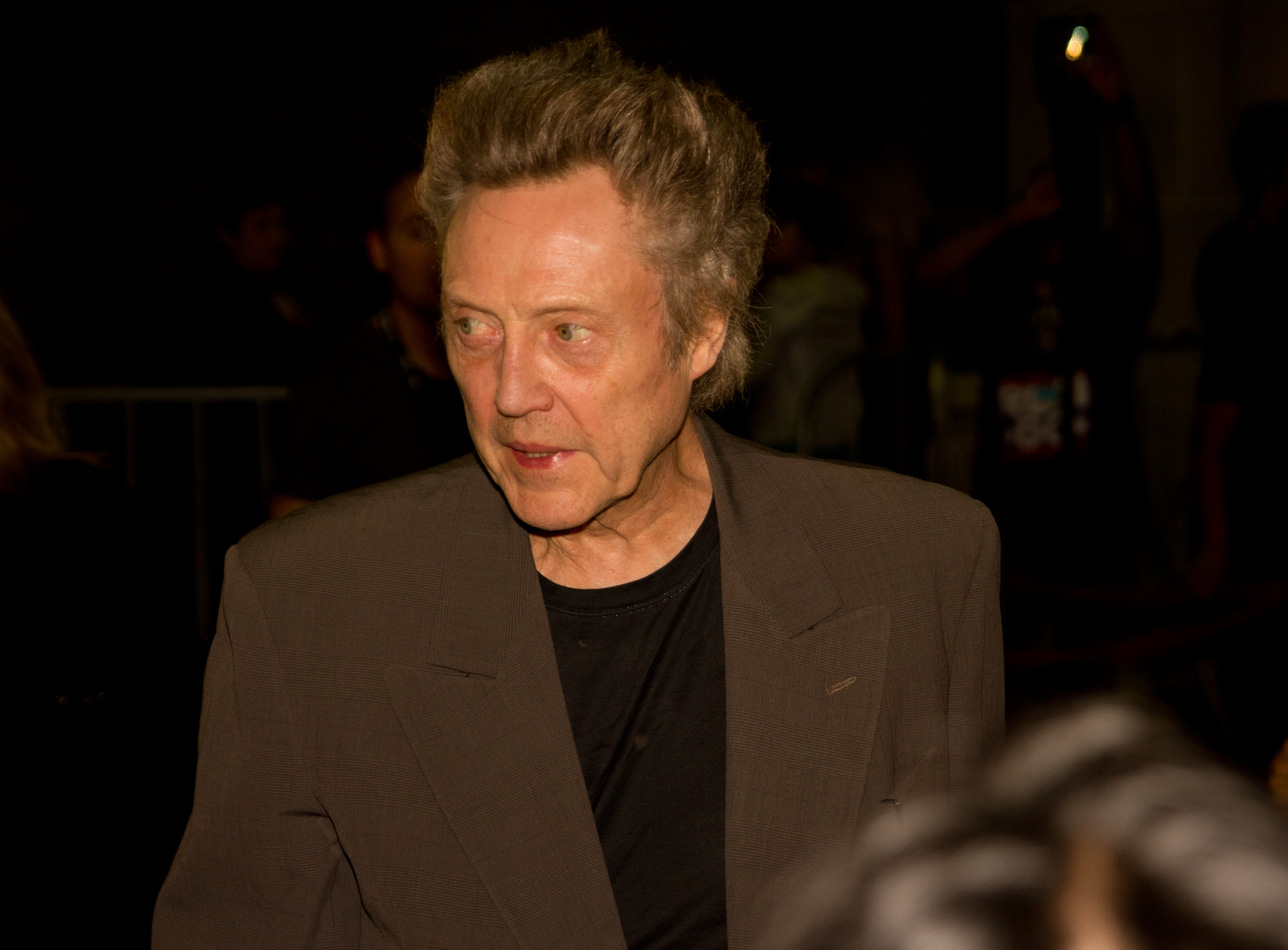
Christopher Walken (2012)

Die Idee, seinen Vornamen in Christopher zu ändern, erhielt er um 1964 von der Schauspielerin Monique van Vooren.
Walken ist ein sehr guter Tänzer – er absolvierte zunächst eine Ausbildung zum Tänzer am renommierten Actors Studio – und oft arbeiten die Regisseure seiner Filme für ihn extra eine Tanzszene ein, da dies mittlerweile zu einer Art Markenzeichen für ihn geworden ist.
Seinen ersten Auftritt in einem Musikvideo hatte Walken als Madonnas Todesengel in ihrem Video Bad Girl aus dem Jahr 1993. Auch sein Auftritt in dem Musikvideo Weapon of Choice von Fatboy Slim, bei dem Spike Jonze Regie führte, brachte ihn einem breiten Publikum näher und erlangte Kultstatus. Weapon of Choice gewann im April 2002 die Wahl als „Bestes Video aller Zeiten“ aus einer Liste der „Top 100“-Musikvideos. Diese wurden in einer Umfrage unter Musikern, Regisseuren und Verantwortlichen im Umfeld der Musikindustrie durch den britischen Musiksender VH1 zur Wahl gestellt.
Christopher Walken galt als Zweitbesetzung nach Harrison Ford für die Rolle des Han Solo in George Lucas’ Star Wars.
Zu Beginn des Filmes Dead Zone von 1983 erwähnt Christopher Walkens Figur die Geschichte The Legend of Sleepy Hollow, 1999 spielt Walken in dem Film Sleepy Hollow mit.
Im Jahr 2005 wurde Walken das Opfer einer Hoax-Kampagne, in der eine Präsidentschaftskandidatur des Schauspielers für das Jahr 2008 angekündigt wurde. Dazu wurden sogar verschiedene Webseiten (zum Beispiel Walken2008.com) angelegt. Der Schauspieler hatte jedoch mehrfach erklärt, kein Interesse an Politik zu haben. Verantwortlich dafür waren offensichtlich einige Mitglieder eines US-amerikanischen Web-Forums.
Walkens Spleen ist es, seine Garderobe nicht zu kaufen, sondern aus Filmkostümen zusammenzustellen, die er nach dem Dreh heimlich mitnimmt.